# Craugastor spatulatus
Craugastor spatulatus là một loài ếch trong họ Leptodactylidae. Nó là loài đặc hữu của México. Môi trường sống tự nhiên của chúng là các khu rừng vùng núi ẩm nhiệt đới hoặc cận nhiệt đới. Loài này đang bị đe dọa do mất môi trường sống.